# SN 2006nf
SN 2006nf – supernowa typu Ia odkryta 17 października 2006 roku w galaktyce A000129+0016. W momencie odkrycia miała maksymalną jasność 22,90m.